# Ел Јамама
Ел Јамама (арапски: اليمامة‎, изговор. ал-Јамāмах‎) је древна област која лежи источно од платоа Наџд у данашњој Саудијској Арабији, или понекад конкретније, сада већ давно напуштеног древног села Јав Ел-Јамама, у близини Ел Харџа, по коме је касније остатак регион добио име. Од гомиле централизованих држава које су постојале на овом простору само се уздигла она у Јамами, али она се показала запаженом током ране исламске историје због тога што је постала централно позориште у ратама Рида одмах након Мухамедове смрти. Регион је постепено током последњих столећа био подведен под појам "Најд", који обухвата ширу област. Међутим, термин "Ел Јамама" и даље живи као носталгичан историјски који се користи да истакне везе између региона и његове древне прошлости. Садашњи штаб Саудијске владе у Ријаду, на пример, познат је као Палата Јамама.
Салит бин Амри кога је послао Мухамед са писмом за Хоза ибн Алија, краља Јамаме, у коме га позива да пређе на ислам током експедиције Заида ибн Харита (Хисма).